# Lioux
 Lioux  es una población y comuna francesa, en la región de Provenza-Alpes-Costa Azul, departamento de Vaucluse, en el distrito de Apt y cantón de Gordes.
Está integrada en la Communauté de communes de Pied Rousset en Luberon.

## Demografía
| 197 | 176 | 213 | 197 | 324 | 248 |
| Para los censos de 1962 a 1999 la población legal corresponde a la población sin duplicidades (Fuente: INSEE [Consultar]) |     |     |     |     |     |